# Benimarfull
Benimarfull è un comune spagnolo situato nella comunità autonoma Valenciana.